# Tameshiwari
În majoritatea artelor marțiale există o secțiune de demonstrații sau teste de lovituri de forță. În cadrul acestora practicantul trebuie să spargă diferite materiale dure cu ajutorul unei lovituri date cu "armele naturale ale corpului". Această artă de a sparge se numește TAMESHIWARI.

## Istoria
La începutul dezvoltării luptelor de karate sportive au avut loc într-o formă fără contact și nu a fost posibil să se estimeze forța reală a sportivilor. În aceste condiții, demonstrația unui tameshiwari a permis atât compararea forței loviturii diferitelor atleți, cât și evaluarea progresului lor personal în studiul artei marțiale.
În timpul turneului său american, Masutatsu Oyama a ales un tameshiwari ca unul dintre elementele care demonstrează puterea karatei.
În prezent, tameshiwari este folosit ca o parte integrantă a concursurilor în unele stiluri de karate și în trecerea examenelor de masterat în unele arte marțiale.
Există de asemenea, competiții separate tameshiwari. În special, în competițiile Kyokushinkai sunt cele mai răspândite, în cazul în care panourile de dimensiuni standard sunt rupte prin patru acțiuni tehnice: lovitura de pumn (seiken), marginea palmei (shuto), cotul (hiji) și piciorul călcâiului (kakato). Câștigătorul este determinat de numărul total de plăci rupte de succes.

## Tehnică
Execuția cu succes a unui tameshiwari depinde de următorii factori:
- Partea de impact a corpului trebuie să fie pregătită în mod adecvat atât din punct de vedere tehnic (obișnuința de poziționare și mișcare corectă) cât și fizic ("umplute").
- Impactul ar trebui să cadă pe punctul obiectului, care asigură forțe de sprijin egale ale suporturilor în momentul impactului.
- Zona suprafeței de impact trebuie să fie minimă pentru a concentra forța de impact într-o zonă mică.
- Viteza dezvoltată de partea de șoc a corpului ar trebui să fie maximă.
- Lovitura trebuie aplicată la un unghi drept față de suprafața obiectului care urmează a fi rupt.